# Batalla de Shubra Khit
La batalla de Shubra Khit fue una victoria francesa frente al Imperio otomano y las milicias felahíes.

## La Batalla

### Inicio
La flotilla al mando del capitán Perree fue atacada por la flotilla egipcia. Los mamelucos, con siete djermes tripuladas por marineros griegos, atacaron a los franceses. En poco tiempo, dos cañoneras y una galera tuvieron que ser abandonados por los franceses al ser abordados en inferioridad, dejando sólo el jabeque y la tercera cañonera, las cuales fueron cargados de civiles y soldados que habían abandonado las otras naves. Estos fueron atacados de la flotilla de los mamelucos, junto con pequeñas armas de fuego y cañones turcos de la orilla. Sin embargo, el jabeque Le Cerf consiguió un certero disparo en el buque insignia de los mamelucos, que se incendió y explotó el buque. Para entonces las fuerzas terrestres de los mamelucos estaban a punto de cargar de nuevo, pero la explosión hundió parte de la flotilla y de tierra en plena retirada. 

### Desembarco
En tierra, tras oír los primeros disparos de la batalla naval manda a sus tropas a atacar el pueblo (División de Bon), guarnecido por unos pocos cañones y 4.000 fellahines, encontrándose de frente con el enemigo que avanza desde el sur. Bonaparte tiene cerca de 20,000 hombres divididos en cinco divisiones. Las divisiones de Desaix y Bon  se colocan de frente al enemigo mientras que las divisiones de Reynier, Dugua y Vial se disponen en escalón hasta el río (Mourad Bey tiene entre 3 000 y 4 000  jinetes, apoyados por 20 cañones y 2.000 jenízaros a pie) Para rechazar la caballería mameluca, que en gran medida superaba en número a la caballería francesa, los franceses formaron sus divisiones en rectángulos de infantería de seis a diez filas de profundidad con un pequeño grupo de caballería y equipajes en el centro, con la artillería en cada esquina. Alrededor de las tres primeras horas, los mamelucos cabalgan en círculo por los rectángulos, buscando un hueco para iniciar sus ataques. Luego, cuando las flotillas de Francia y Egipto terminaron su batalla y se alejaron, los mamelucos atacaron. Estos fueron detenidos de inmediato por el fuego de la artillería francesa e infantería. Los mamelucos se reagruparon y atacaron a una plaza diferente, pero fueron detenidos de nuevo por la artillería y la infantería francesa pero ahora siempre lejos del alcance de los fusiles. Como resultado el Regimiento 14 ª de Dragones fue incapaz de atraparlos en su persecución, y en su mayor parte de la caballería permaneció dentro de los cuadrados. Después de una hora de defensa, Napoleón ordenó a sus tropas atacar la aldea para aliviar la flotilla naval, empujando los mamelucos finalmente a retirarse. Mameluco dejaron cerca de mil muertos y heridos, mientras que los tienen pérdidas leves de 20 heridos y 9 muertos. El día 15 de julio (27 de Mesidor) dejan la aldea y cinco días más tarde, habían llegado a Omm el Dinar, en la punta del Delta, donde el Nilo se divide en dos ramas. El día 21 (3 de Termidor), con los primeros rayos del sol, el ejército deja Omm el Dinar, y las dos de la tarde, llegaron a la aldea de Embabeh, a la altura de El Cairo.